# Busije (Republika Serbska)
Busije (cyr. Бусије) – wieś w Bośni i Hercegowinie, w Republice Serbskiej, w gminie Ribnik. W 2013 roku liczyła 135 mieszkańców.